# Papillacarus koreanus
Papillacarus koreanus är en kvalsterart som först beskrevs av Sandór Mahunka 1973.  Papillacarus koreanus ingår i släktet Papillacarus och familjen Lohmanniidae. Inga underarter finns listade i Catalogue of Life.